# AMule
aMule és un programa d'intercanvi P2P lliure i multiplataforma, similar al conegut eMule per a Windows, que funciona tant amb la xarxa eDonkey com amb Kademlia.

## Història
Deriva del codi font de l'xMule, el qual deriva del projecte lMule, el primer intent de portar el client eMule a Linux. Igual que l'eMule, l'aMule es distribueix i publica amb una llicència GPL. L'objectiu de l'aMule és ser un "eMule multiplataforma", funcionant actualment en els sistemes operatius Linux, FreeBSD, OpenBSD, NetBSD, Solaris, MacOS i Windows, i en les arquitectures x86, AMD64, UltraSPARC, PowerPC, Macintosh (G4, G5…), Xbox i NSLU2. Existeixen dues versions de l'aMule, la versió estable, i la versió de desenvolupament (CVS), que es publica diàriament amb els últims avanços, encara que no se n'assegura la seva estabilitat.